# 中北浩爾
中北 浩爾（1968年9月28日—）是一名日本的政治學家，專門為日本政治史。目前擔任一橋大学大学院社会学研究科教授。曾經獲得勞特里奇出版社"Labor History"期刊的最優秀論文獎。

## 經歷
出生於三重縣，成長於大分縣。高中就讀東京都立戶山高等學校，1991年畢業於東京大学法学部，1993年取得同大学大学院的法学政治学研究科碩士學位，1995年從該課程中途退學。1997年再取得東京大學法學博士學位。
1994年起為日本學術振興會特別研究員，1995年開始擔任東京大学法學部附屬近代日本法政史料中心助手，1997年升任該中心的助教授，同年起改任大阪市立大学法学部助理教授、2001年起擔任立教大学法学部政治学科助教授。他也曾擔任倫敦政治經濟學院三得利・豐田汽車研究所（STICERD）客席研究員，2004年起擔任立教大学法学部政治学科教授。
其後前往哈佛大學賴肖爾日本研究所擔任客席研究員，2009年獲英國出版社勞特里奇"Labor History"期刊頒發2008年度最優秀論文獎。2011年起擔任一橋大学大学院社会学研究科綜合社会科学專攻人間・社會形成研究分野（政治学）教授。
妻子是專門研究勞動經濟學的立教大学教授首藤若菜，他們從2002年到2018年一直處於事實婚的狀態。

## 著書

### 單著
- . 東京大学出版会. 1998. ISBN 978-4130360906.
- . 東京大学出版会. 2002. ISBN 978-4130362122.
- . 岩波書店. 2008. ISBN 978-4000242608.
- . 岩波新書. 2012. ISBN 978-4004313984.
- . NHKブックス. 2014. ISBN 978-4140912171.
- . 中公新書. 2017. ISBN 978-4121024282.

### 編著
- （共著：吉田健二）. 日本経済評論社. 2001.
- （編著：日本再建イニシアティブ）. 中公新書. 2013. ISBN 978-4121022332.